# ناحیه پاستو
ناحیهٔ پاستو (به مجاری: Pásztói járás) یک ناحیه در مجارستان است که در نوگراد واقع شده‌است. ناحیهٔ پاستو ۵۵۱٫۵۶ کیلومتر مربع مساحت و ۳۱٬۷۲۹ نفر جمعیت دارد.